# جيمس بويس
جيمس بويس (بالإنجليزية: James Boyce)‏ هو شخصية أعمال أمريكي، ولد في 6 أكتوبر 1922 في كارولتون في الولايات المتحدة، وتوفي في 15 مايو 1990 في باتون روج في الولايات المتحدة.